# Норт Риверсајд (Илиноис)
Норт Риверсајд (енгл. North Riverside) град је у америчкој савезној држави Илиноис.

## Демографија
По попису из 2010. године број становника је 6.672, што је 16 (-0,2%) становника мање него 2000. године.
| Група             | 2000.         | 2010.         |
| Белци             | 5.715 (85,5%) | 4.469 (67,0%) |
| Афроамериканци    | 198 (3,0%)    | 433 (6,5%)    |
| Азијати           | 175 (2,6%)    | 141 (2,1%)    |
| Хиспаноамериканци | 544 (8,1%)    | 1.588 (23,8%) |
| Укупно            | 6.688         | 6.672         |